# Friedrich Wilhelm Menckhoff
Friedrich Wilhelm Menckhoff (* 21. Juni 1789 in Bielefeld; † 22. Dezember 1866 in Bückeburg) war ein preußischer Generalleutnant.

## Leben

### Herkunft
Seine Eltern waren der Baukommissar August Friedrich Menckhoff und dessen Ehefrau Wilhelmine, geborene Eickmeyer.

### Militärkarriere
Menckhoff besuchte das Gymnasium in seiner Heimatstadt und 1805/06 die Bauakademie in Berlin. Im Vierten Koalitionskrieg kämpfte er 1807 zwei Monate mit dem Freikorps Krockow, so im Gefecht bei Dirschau. Als westphälischer Untertan musste er die preußischen Dienste verlassen und kam am 1. Februar 1809 zum westphälischen Regiment der Garde du Corps. Er kämpfte mit dem Regiment von 1809/10 in Spanien. 1810 wurde er zum Souslieutenant befördert. Im Jahr 1812 kam er als Premierleutnant in das 2. Kürassierregiment. Mit dem Regiment nahm er am Napoleons Russlandfeldzug teil. Er kämpfte bei Smolensk und Borodino. Nach seiner Rückkehr kam er am 2. März 1813 als Adjutant zur Kürassierbrigade „von Bastineller“. Mit der Auflösung der Königreiches wurde Menckhoff im Oktober 1813 verabschiedet. Er trat wieder in preußische Dienste und wurde mit Patent vom 2. Juni 1814 als Kapitän und Kompanieführer im 2. Westfälischen Landwehr-Regiment angestellt. Während der Befreiungskriege kämpfte er bei den Belagerungen von Longwy und Venlo.
Im Jahr 1815 kam Menckhoff in das 7. Westfälische Landwehr-Infanterie-Regiment und am 30. April 1816 zum Westfälischen Grenadier-Landwehr-Bataillon in Hamm. Am 25. Februar 1822 folgte seine Versetzung nach Düsseldorf als Kommandeur des III. Bataillons im 4. Garde-Landwehr-Regiment. Er avancierte am 30. März 1825 zum Major und wurde am 30. März 1839 mit der Beförderung zum Oberstleutnant Kommandeur des 15. Infanterie-Regiments. Am 10. September 1840 erfolgte seine Beförderung zum Oberst. Er wurde am 30. März 1846 als Kommandant in die Festung Silberberg versetzt und dem 15. Infanterie-Regiment aggregiert. Am 27. März 1847 erfolgte seine Beförderung zum Generalmajor und in dieser Stellung erhielt Menckhoff 1850 den Roten Adlerorden II. Klasse mit Eichenlaub. Unter Verleihung des Charakters als Generalleutnant wurde Menckhoff am 12. April 1851 mit der gesetzlichen Pension zur Disposition gestellt.
Er starb am 22. Dezember 1866 in Bückeburg, wo er am 25. Dezember 1866 beigesetzt wurde.

### Familie
Menckhoff heiratete am 22. Februar 1821 in Hamm Marie Frederike Schmidts (1800–1882). Ihre Schwester Sophie Christina (1797–1867) heiratete den Generalleutnant Friedrich von Aschoff. Das Paar hatte acht Töchter, darunter:
- Luise Magdalene Franziska (1822–1903) ⚭ 1852 Heinrich Kruse (1815–1902), Geheimer Regierungsrat in Bückeburg, Schriftleiter der Kölnischen Zeitung, Eltern des Düsseldorfer Regierungspräsidenten Francis Kruse
- Johanna Mathilde Henriette Charlotte (1824–1913) ⚭ 1846 Ferdinand Hermann Wilhelm von Tiedemann (1807–1888), Geheimer Regierungsrat in Merseburg,
- Marie Wilhelmine Sophie Christiane ⚭ 1865 Sampson Samuel Lloyd (1820–1889), Bankier[1]